# Alto de Cubil del Can
El Alto de Cubil del Can es una montaña de 2419 m de altitud ubicada en el sector central de la cordillera Cantábrica. Establece la divisoria entre Cantabria, al este, y León al oeste. Se trata de una de las cotas del largo cordal que se proyecta hacia del norte desde el pico Tres Provincias. Orográficamente es una montaña de poca relevancia, pues su prominencia no supera los 18 m.

## Cartografía
En algunos mapas, esta elevación figura con el nombre de Los Altares debido a la proximidad entre este pico y los Pozos de Altares.

## Rutas de acceso
Desde Cantabria, la ruta de montañismo para llegar al Alto de Cubil del Can parte del puerto de San Glorio. Desde León, la ruta parte de Llánaves de la Reina.